# Novi di Modena
Novi di Modena is een gemeente in de Italiaanse provincie Modena (regio Emilia-Romagna) en telt 10.845 inwoners (31-12-2004). De oppervlakte bedraagt 51,8 km², de bevolkingsdichtheid is 204 inwoners per km².
De volgende frazioni maken deel uit van de gemeente: Sant'Antonio in Mercadello, Rovereto.

## Demografie
Novi di Modena telt ongeveer 4161 huishoudens. Het aantal inwoners steeg in de periode 1991-2001 met 3,4% volgens cijfers uit de tienjaarlijkse volkstellingen van ISTAT.
| Jaar | Inwoneraantal |
| ---- | ------------- |
| 1991 | 10.086        |
| 2001 | 10.427        |

## Geografie
De gemeente ligt op ongeveer 21 m boven zeeniveau.
Novi di Modena grenst aan de volgende gemeenten: Carpi, Cavezzo, Concordia sulla Secchia, Moglia (MN), Rolo (RE), San Possidonio.